# Haryu-insaeng
Haryu-insaeng (하류인생) è un film del 2004 di genere drammatico e di produzione coreana.
È stato presentato in concorso alla 61ª Mostra internazionale d'arte cinematografica di Venezia.

## Trama
Il film racconta la vita di un gangster a cavallo di oltre un ventennio, dagli anni cinquanta agli anni ottanta, attraversando drammatici eventi e cambiamenti politici.